# Ebelingia hubeiensis
Ebelingia hubeiensis là một loài nhện trong họ Thomisidae.
Loài này thuộc chi Ebelingia. Ebelingia hubeiensis được miêu tả năm 1994 bởi Da-xiang Song & Zhao.